# Зеда Чхутунеті
Зеда Чхутунеті (груз. ზედა ჩხუტუნეთი) — село в Грузії.
За даними перепису населення 2014 року в селі проживає 322 особи.